# トッリチェッラ・イン・サビーナ
トッリチェッラ・イン・サビーナ（伊: Torricella in Sabina）は、イタリア共和国ラツィオ州リエーティ県にある、人口約1,300人の基礎自治体（コムーネ）。

## 地理

### 位置・広がり
リエーティ県のコムーネ。県都リエーティから南へ16kmの距離にある。

#### 隣接コムーネ
隣接するコムーネは以下の通り。
- ベルモンテ・イン・サビーナ
- カザプロータ
- モンテレオーネ・サビーノ
- モンテネーロ・サビーノ
- ポッジョ・モイアーノ
- ポッジョ・サン・ロレンツォ
- リエーティ
- ロッカ・シニバルダ

### 気候分類・地震分類
トッリチェッラ・イン・サビーナにおけるイタリアの気候分類 (it) および度日は、zona E, 2464 GGである。
また、イタリアの地震リスク階級 (it) では、zona 2B (sismicità media) に分類される。

## 行政

### 分離集落
トッリチェッラ・イン・サビーナには、以下の分離集落（フラツィオーネ）がある。
- Oliveto Sabino, Ornaro Alto, Ornaro Basso